# McKinley, Quận Polk, Wisconsin
McKinley là một thị trấn thuộc quận Polk, tiểu bang Wisconsin, Hoa Kỳ. Năm 2010, dân số của thị trấn này là 339 người.